# Antheraea celebensis
Antheraea celebensis là một loài bướm đêm thuộc họ Saturniidae. Nó được tìm thấy ở Sulawesi và Sundaland.